# Super Prestige Pernod 1977
De Super Prestige Pernod 1977 was de negentiende editie van dit regelmatigheidsklassement in het wielrennen. Ten opzichte van 1976 telden de Ronde van Zwitserland, de Ronde van Catalonië (na een jaar afwezigheid) en Rund um den Henninger-Turm (na twee jaar afwezigheid) weer mee voor het klassement. De Catalaanse Week leverde daarentegen geen punten meer op. Met het wereldkampioenschap in Venezuela werd er voor het eerst een Super Prestige Pernod-wedstrijd verreden in Zuid-Amerika. Een recordaantal van 23 koersen telden dit jaar mee voor het klassement.
Het eindklassement werd voor de tweede keer op rij gewonnen door Freddy Maertens, de winnaar van de Ronde van Spanje. In deze Vuelta behaalde hij een recordaantal van dertien etappezeges. Maertens startte ook in de Ronde van Italië, waar hij nog eens zeven etappes won. Deze twintig ritzeges in een grote ronde waren eveneens een record. In het eindklassement van de Super Prestige Pernod had Maertens een kleine voorsprong op zijn landgenoot Roger De Vlaeminck die de Ronde van Vlaanderen en Parijs-Roubaix had gewonnen. Hij was de zevende renner die deze dubbel behaalde en de laatste die dat lukte in de twintigste eeuw. De Vlaemincks overwinning in Parijs-Roubaix maakte hem tevens de eerste renner die deze wedstrijd viermaal wist te winnen. Derde in het klassement werd Bernard Hinault die zijn eerste overwinningen op Superprestige-niveau behaalde. De verschillen in het eindklassement waren relatief klein: de gehele top-tien stond binnen de honderd punten van elkaar. Dat was in 1960 voor het laatst voorgekomen en zou na 1977 ook niet meer gebeuren. Herman Vanspringel viel buiten deze top-tien, maar evenaarde met zijn vierde overwinning in Bordeaux-Parijs wel het record van Bernard Gauthier. Behalve de Super Prestige Pernod werden er nog twee andere prijzen uitgereikt: de Prestige Pernod voor Franse renners en de Promotion Pernod voor Franse renners onder de 25 jaar.

## Wedstrijden
| Datum           | Koers                                       | Winnaar                  |
| --------------- | ------------------------------------------- | ------------------------ |
| 10–17 maart     | Parijs-Nice (1977)                          | Freddy Maertens          |
| 19 maart        | Milaan-San Remo (1977)                      | Jan Raas                 |
| 3 april         | Ronde van Vlaanderen (1977)                 | Roger De Vlaeminck       |
| 7 april         | Waalse Pijl (1977)                          | Francesco Moser          |
| 9 april         | Amstel Gold Race (1977)                     | Jan Raas                 |
| 17 april        | Parijs-Roubaix (1977)                       | Roger De Vlaeminck       |
| 24 april        | Luik-Bastenaken-Luik (1977)                 | Bernard Hinault          |
| 1 mei           | Rund um den Henninger-Turm (1977)           | Gerrie Knetemann         |
| 26 april–15 mei | Ronde van Spanje (1977)                     | Freddy Maertens          |
| 10–15 mei       | Ronde van Romandië (1977)                   | Gianbattista Baronchelli |
| 11–15 mei       | Vierdaagse van Duinkerke (1977)             | Gerrie Knetemann         |
| 22 mei          | Bordeaux-Parijs (1977)                      | Herman Vanspringel       |
| 30 mei–6 juni   | Critérium du Dauphiné Libéré (1977)         | Bernard Hinault          |
| 20 mei–12 juni  | Ronde van Italië (1977)                     | Michel Pollentier        |
| 15–19 juni      | Grand Prix du Midi Libre (1977)             | Wladimiro Panizza        |
| 15–24 juni      | Ronde van Zwitserland (1977)                | Michel Pollentier        |
| 30 juni–24 juli | Ronde van Frankrijk (1977)                  | Bernard Thévenet         |
| 4 september     | Wereldkampioenschap in San Cristobál (1977) | Francesco Moser          |
| 7–14 september  | Ronde van Catalonië (1977)                  | Freddy Maertens          |
| 21 september    | Parijs-Brussel (1977)                       | Ludo Peeters             |
| 25 september    | Grote Herfstprijs (1977)                    | Joop Zoetemelk           |
| 2 oktober       | Grote Landenprijs (1977)                    | Bernard Hinault          |
| 8 oktober       | Ronde van Lombardije (1977)                 | Gianbattista Baronchelli |

## Eindklassementen

### Individueel
| Plek | Renner                   | Punten |
| ---- | ------------------------ | ------ |
| 1    | Freddy Maertens          | 236    |
| 2    | Roger De Vlaeminck       | 213    |
| 3    | Bernard Hinault          | 190    |
| 4    | Joop Zoetemelk           | 183    |
| 5    | Francesco Moser          | 179    |
| 6    | Bernard Thévenet         | 170    |
| 7    | Gerrie Knetemann         | 164    |
| 8    | Gianbattista Baronchelli | 145    |
| 9    | Dietrich Thurau          | 138    |
| 10   | Michel Pollentier        | 137    |

- Prestige Pernod: Bernard Hinault
- Promotion Pernod: Pierre-Raymond Villemiane

1959 · 1960 · 1961 · 1962 · 1963 · 1964 · 1965 · 1966 · 1967 · 1968 · 1969 · 1970 · 1971 · 1972 · 1973 · 1974 · 1975 · 1976 · 1977 · 1978 · 1979 · 1980 · 1981 · 1982 · 1983 · 1984 · 1985 · 1986 · 1987